# Maxwell Caulfield
Maxwell Caulfield (Glasgow, 23 novembre 1959) è un attore scozzese naturalizzato statunitense.

## Biografia
Nato in Scozia, il patrigno era un istruttore statunitense dei Marine. All'età di diciotto anni si trasferì negli Stati Uniti, dove iniziò ben presto a lavorare in teatro. Debuttò a Broadway nella commedia di J.B. Priestley Un ispettore in casa Birling; in seguito recitò al fianco di Jessica Tandy in Salonika.
Il suo debutto cinematografico risale al 1982, al fianco di Michelle Pfeiffer in Grease 2, successivamente recitò nei film Electric Dreams e I ragazzi della porta accanto, ma il suo ruolo più famoso fu quello di Miles Colby, che iniziò a interpretare in Dynasty e in seguito nel suo spin-off I Colby.
Negli anni seguenti ha partecipato a svariati film per la TV e ad altrettanti B-movie, nel 1990 partecipò al primo episodio di Beverly Hills 90210. Tra gli altri film a cui ha preso parte, vi sono Il West del futuro, Empire Records, Bionda naturale, L'uomo che sapeva troppo poco e Trappola negli abissi; ha inoltre prestato la sua voce per il personaggio di Alistair Smthye in Spider-Man: The Animated Series.
Tra il 2009 e il 2010 ha interpretato il ruolo di Mark Wylde nella soap opera britannica Valle di luna.

## Vita privata
Nel 1980 ha sposato l'attrice inglese Juliet Mills, di 18 anni più anziana di lui e già al suo terzo matrimonio. 
Il 5 settembre 1991 Maxwell è diventato cittadino naturalizzato degli Stati Uniti.

## Filmografia parziale

### Cinema
- Grease 2, regia di Patricia Birch (1982)
- Electric Dreams, regia di Steve Barron (1984)
- I ragazzi della porta accanto (The Boys Next Door), regia di Penelope Spheeris (1985)
- Tramonto (Sundown: The Vampire in Retreat), regia di Anthony Hickox (1989)
- UFO - Pioggia mortale (Fatal Sky), regia di Frank Shields (1990)
- Waxwork 2 - Bentornati al museo delle cere (Waxwork II: Lost in Time), regia di Anthony Hickox (1992)
- A spasso con la morte (Dance with Death), regia di Charles Philip Moore (1992)
- Istinti pericolosi (Animal Instincts), regia di Gregory Dark (1992)
- Momenti di passione omicida (In a Moment of Passion), regia di Zbigniew Kaminski (1993)
- Alien Intruder, regia di Ricardo Jacques Gale (1993)
- La troviamo a Beverly Hills (Calendar Girl), regia di John Whitesell (1993)
- Gettysburg, regia di Ron Maxwell (1993)
- Empire Records, regia di Allan Moyle (1995)
- Il West del futuro (Oblivion 2: Backlash), regia di Sam Irvin (1996)
- Una bionda naturale (The Real Blonde), regia di Tom DiCillo (1997)
- L'uomo che sapeva troppo poco (The Man Who Knew Too Little), regia di Jon Amiel (1997)
- Trappola negli abissi (Submerged), regia di Fred Olen Ray (2000)
- Una vita quasi perfetta (Facing the Enemy), regia di Robert Malenfant (2001)
- Il colpo - The Hit (The Hit), regia di Vincent Monton (2001)
- The Merry Gentlemen, regia di Peter Sullivan (2024)

### Televisione
- I Ryan (Ryan's Hope) – soap opera, 4 episodi (1980)
- Dynasty – serie TV, 8 episodi (1985-1986)
- I Colby (The Colbys) – serie TV, 49 episodi (1985-1987)
- La signora in giallo (Murder, She Wrote) – serie TV, episodi 5x01-7x16 (1988-1991)
- Beverly Hills 90210 – serie TV, 1 episodio (1990)
- Dynasty: ultimo atto (Dynasty: The Reunion) – film TV (1991)
- La signora del West (Dr. Quinn, Medicine Woman) – serie TV, 2 episodi (1994)
- L'atelier di Veronica (Veronica's Closet) – serie TV, 1 episodio (1998)
- La tata (The Nanny) – serie TV, 1 episodio (1999)
- La verità nascosta (Missing Pieces), regia di Carl Schenkel – film TV (2000)
- Strip Mall – serie TV, 22 episodi (2000-2001)
- Dragon Storm, regia di Stephen Furst – film TV (2004)
- Casualty – serie TV, 58 episodi (2003-2004)
- Cry of the Winged Serpent – film TV (2007)
- Valle di luna (Emmerdale Farm) – serie TV, 159 episodi (2009-2010)
- Modern Family – serie TV, 1 episodio (2013)
- NCIS - Unità anticrimine (NCIS) – serie TV, episodio 10x22 (2013)
- Castle – serie TV, episodio 7x16 (2015)
- Un principe per Natale (A Prince for Christmas), regia di Fred Olen Ray – film TV (2015)
- Non sono pronta per Natale (I'm Not Ready for Christmas), regia di Sam Irvin – film TV (2015)
- American Horror Story - serie TV, 1 episodio (2021)

## Doppiatori italiani
Nelle versioni in italiano delle opere in cui ha recitato, Maxwell Caulfield è stato doppiato da:
- Massimo Giuliani in I Colby, Dynasty: ultimo atto
- Francesco Prando in Empire Records, The Merry Gentlemen
- Tonino Accolla in Grease 2
- Saverio Moriones in Electric Dreams
- Alberto Caneva in I ragazzi della porta accanto
- Massimo Lodolo in Momenti di passione omicida
- Fabio Boccanera in Bionda naturale
- Fabrizio Pucci in Castle